# 四角六片四角孔扭歪無限面體
在幾何學中，四角六片四角孔扭歪無限面體（日语：四角六片四角孔ねじれ正多面体）是一種正扭歪無限面體，由考克斯特和皮特里於1926年時發現，並命名為多立方體（英語：Mucube）。其對偶多面體為六角四片四角孔扭歪無限面體。
四角六片四角孔扭歪無限面體是一種扭歪正多面體，可以看做是立方體的空間填充形式——立方體堆砌少去部分正方形面的結果。

## 性質
四角六片四角孔扭歪無限面體由無限個正方形組成，每個頂點都是6個正方形的公共頂點，在頂點圖中為一個扭歪六邊形，此扭歪六邊形可以視為正八面體的皮特里多邊形，為下圖中的黑線部分。
四角六片四角孔扭歪無限面體由無限個正方形組成，並且在中間形成正方形的孔洞，在施萊夫利符號中計為{4,6|4}，第一個4表示其由正方形構成，6表示每個頂點都是6個正方形的公共頂點，第二個4表示幾何體中間有正方形的孔洞。其對偶多面體為六角四片四角孔扭歪無限面體，施萊夫利符號中計為{6,4|4}。

## 相關多面體與鑲嵌
四角六片四角孔扭歪無限面體是三種正扭歪無限面體之一，另外兩種為：
| 图像         | 四角六片四角孔扭歪無限面體 | 六角四片四角孔扭歪無限面體 | 六角六片三角孔扭歪無限面體 |
| 施萊夫利符號 | {4,6\|4}                   | {6,4\|4}                   | {6,6\|3}                   |

四角六片四角孔扭歪無限面體在拓樸中相當於六階正方形鑲嵌（施萊夫利符號：{4,6}）的商空間，將四角六片四角孔扭歪無限面體中的結構進行拓樸變形可以構成一個六階正方形鑲嵌。

### 其他四角扭歪無限面體
有些扭歪無限面體也是由正方形組成的，例如四角六片五角孔扭歪無限面體。

#### 四角六片五角孔扭歪無限面體
在幾何學中，四角六片五角孔扭歪無限面體（日语：四角六片五角孔ねじれ正多面体）是一種位於雙曲緊湊空間的正扭歪無限面體。其在施萊夫利符號中計為{4,6|5}，表示每個頂點都是6個正方形的公共頂點，並且具有正五邊形的孔洞。
四角六片五角孔扭歪無限面體於1967年時由C. W. L. Garner發現，可看作是由截半五階十二面體堆砌（Runcinated order-5 dodecahedral honeycomb）移除所有正五邊形面來構造。
四角六片五角孔扭歪無限面體的對偶多面體為六角四片五角孔扭歪無限面體，與其相同頂點布局的堆砌體為過截角五階十二面體堆砌（Bitruncated order-5 dodecahedral honeycomb）。

#### 四角五片扭歪無限面體
在幾何學中，四角五片扭歪無限面體（日语：四角五片ねじれ正多面体）是指具有每個頂點都是五個正方形的公共頂點的扭歪多面體，有兩種形式，其具有的空間群在考克斯特記號中分別計為{\displaystyle \left[\left[4,3,4\right]\right]}和{\displaystyle \left[\left[4,3^{+},4\right]\right]}。
| 图像         |
| 頂點附近的面 |

### 有限的扭歪多面體
扭歪多面體是指面與頂點並不存在同一個三維空間而無法確定體積的多面體，除了扭歪無限面體是退化的情況外，有限面的扭歪多面體僅能存在於四維或以上的空間。

#### 四維空間
在四維空間中，有部分由正方形組成的扭歪多面體，例如：四角六片三角孔扭歪正三十面體{4,6|3}

##### 四角六片三角孔扭歪正三十面體
在幾何學中，四角六片三角孔扭歪正三十面體（日语：四角六片三角孔ねじれ正三十面体）是一種位於四維空間的正扭歪多面體。其在施萊夫利符號中計為{4,6|3}，表示每個頂點都是6個正方形的公共頂點，並且具有正三角形的孔洞。
四角六片三角孔扭歪正三十面體由30個面、60條邊和20個頂點組成，可以看做是截半五胞體去除所有正三角形面的結果，因此與截半五胞體共用相同的頂點布局。
四角六片三角孔扭歪正三十面體的對偶多面體為六角四片三角孔扭歪正二十面體，由20個正六邊形組成。

###### 性質
四角六片三角孔扭歪正三十面體由30個正方形組成，每個頂點都是6個正方形的公共頂點，在頂點圖中可以用46來表示，並且可以視為六階正方形鑲嵌的商空間。
體積與表面積
扭歪多面體不存在一個唯一的空間區域，就如同扭歪多邊形（不共面多邊形）無法找到一個唯一的多邊形內部區域一樣，因此四角六片三角孔扭歪正三十面體的體積不存在，但仍可以求表面積，其表面積為30個正方形面的面積，即32倍的邊長平方。
結構
| 四角六片三角孔扭歪正三十面體 | 截半五胞體 |
| ---------------------------- | ---------- |
|                              |            |
| 施萊格爾投影                 |            |

四角六片三角孔扭歪正三十面體的結構為S5群，其對稱群在考克斯特符號中可以用[[3,3,3]+]表示，且階數為60，並且與截半五胞體共用相同的頂點布局。

##### 四角四片多角孔扭歪正多面體

四角四片n角孔扭歪正n^{2}面體可以表示為四維柱體柱的正方形面，且具有正n邊形的孔洞，且可以代表克里福德環。這種形狀近似於圓柱體柱。

由正方形組成且每個頂點都是4個正方形的公共頂點的扭歪多面體是一個無窮集合，其孔洞可以是任意多邊形，其可以從四維柱體柱構造。
| 名稱                 | 四角四片三角孔 扭歪正九面體 | 四角四片四角孔 扭歪正十六面體 | 四角四片五角孔 扭歪正二十五面體 | 四角四片六角孔 扭歪正三十六面體 | 四角四片n角孔 扭歪正n2面體    |
| -------------------- | --------------------------- | ----------------------------- | ------------------------------- | ------------------------------- | ----------------------------- |
| 圖像                 |                             |                               |                                 |                                 |                               |
| 面                   | 9                           | 16                            | 25                              | 36                              | n2                            |
| 邊                   | 18                          | 32                            | 50                              | 72                              | 2n2                           |
| 頂點                 | 9                           | 16                            | 25                              | 36                              | n2                            |
| 歐拉特徵數           | 0（虧格=1）                 | 0（虧格=1）                   | 0（虧格=1）                     | 0（虧格=1）                     | 0（虧格=1）                   |
| 相同 頂點布局 的形狀 | 三角三角柱體柱              | 超立方體                      | 五角五角柱體柱                  | 六角六角柱體柱                  | n角n角柱體柱 （n-n duoprism） |

## 外部連結
- 埃里克·韦斯坦因. . MathWorld.
- 埃里克·韦斯坦因. . MathWorld.